# Dentobunus bicoronatus
Dentobunus bicoronatus is een hooiwagen uit de familie Sclerosomatidae.